# Olympische Sommerspiele 1924/Teilnehmer (Haiti)
| Gelbes Symbol für Goldmedaillen mit stilisierten Olympischen Ringen | Graues Symbol für Silbermedaillen mit stilisierten Olympischen Ringen | Braundes Symbol für Bronzemedaillen mit stilisierten Olympischen Ringen |
| ------------------------------------------------------------------- | --------------------------------------------------------------------- | ----------------------------------------------------------------------- |
| —                                                                   | —                                                                     | 1                                                                       |

Haiti nahm an den Olympischen Sommerspielen 1924 in Paris, Frankreich, mit einer Delegation von acht Sportlern (ausschließlich Männer) teil.

## Medaillengewinner

### Bronze
| Name(n)                                                                       | Sportart | Wettkampf                |
| ----------------------------------------------------------------------------- | -------- | ------------------------ |
| Ludovic Augustin Destin Destine Eloi Metullus Astrel Rolland Ludovic Valborge | Schießen | Freies Gewehr Mannschaft |

## Teilnehmer nach Sportarten

### Leichtathletik
- Édouard Armand
400 Meter: Vorläufe
800 Meter: Vorläufe
Zehnkampf: 23. Platz

- Sylvio Cator
Hochsprung: 15. Platz
Weitsprung: 12. Platz

- André Théard
100 Meter: Vorläufe
200 Meter: Vorläufe

### Schießen
- Ludovic Augustin
Freies Gewehr, Einzel: 5. Platz
Freies Gewehr, Mannschaft: Bronze

- Destin Destine
Freies Gewehr, Einzel: 10. Platz
Freies Gewehr, Mannschaft: Bronze

- Eloi Metullus
Freies Gewehr, Mannschaft: Bronze

- Astrel Rolland
Freies Gewehr, Einzel: 13. Platz
Freies Gewehr, Mannschaft: Bronze

- Ludovic Valborge
Freies Gewehr, Einzel: 6. Platz
Freies Gewehr, Mannschaft: Bronze